# La España salvaje
La España salvaje és una sèrie de televisió, emesa per Televisió Espanyola, de 10 episodis. Aquests episodis són documentals sobre naturalesa. Es va estrenar el 1996.
Els 10 documentals tenen 30 minuts de durada. Hi ha dos documentals sobre cada estació de l'any, sent el primer la introducció i l'últim sobre la realització del rodatge. La sèrie va ser idea de Borja Cardelús, que va ser el director i guionista, i que va ser Secretari d'Estat de Medi Ambient. Van aconseguir suport financer de la Fundació Entorn i la idea se li va presentar al llavors Príncep d'Astúries Felip de Borbó, que va dir que acceptava fer-la amb dues condicions: no donar una imatge "oficial" sinó implicar-se realment en la realització dels documentals i que la sèrie servís per a remoure consciències sobre la necessitat de protegir el medi ambient.
En el documental el príncep no es limita a parlar de naturalesa, sinó que apareix al costat de membres de la vida rural i fent tasques quotidianes com la batuda de les olives, preparant un guisat o fent entrepans. Alguns pagesos amb els quals parla comenten en el documental les seves inquietuds sobre el medi ambient.
Entre altres animals el documental mostra llops, àguiles, mussols, piocs salvatges, abellerols, ansars, calamons, voltors i aufranys.